# Añón de Moncayo
Añón de Moncayo (do 1991 roku Añón) – gmina w Hiszpanii, w prowincji Saragossa, w Aragonii, o powierzchni 64,19 km². W 2011 roku gmina liczyła 213 mieszkańców.